# José Antonio Fernández Carbajal
José Antonio Fernández Carbajal (Puebla, Puebla, 15 de febrero de 1954) es un hombre de negocios mexicano, residente en Monterrey. Es el presidente del consejo de administración de Fomento Económico Mexicano, compañía con intereses diversificados en los sectores del comercio detallista y bebidas y servicios financieros en diversos países de América Latina y Europa. Sus acciones cotizan en la Bolsa Mexicana de Valores y en el NYSE.

## FEMSA
José Fernández Carbajal asumió como CEO de Fomento Económico Mexicano (FEMSA) en enero de 1995, y como presidente del consejo de administración de la compañía en marzo de 2001, ocupando ambos cargos hasta diciembre de 2013.
Previamente se desempeñó como director general de OXXO de 1988 a 1991,  vicepresidente de Ventas de Cervecería Cuauhtémoc Moctezuma de 1991 a 1993, y COO del grupo de 1993 a 1994.

## Instituto Tecnológico y de Estudios Superiores de Monterrey
Desde 1990, el ingeniero José Antonio Fernández Carbajal forma parte del Consejo Directivo del Tecnológico de Monterrey, donde ocupó el cargo de presidente de 2012 a 2023, sucediendo a Eugenio Garza Sada (1943-1973), a Eugenio Garza Lagüera (1973-1997) y a Lorenzo Zambrano (1997-2012).
José Antonio Fernández se graduó del Instituto Tecnológico de Monterrey en 1976 como ingeniero industrial y de sistemas, institución en donde también estudió un MBA en 1978. Es  profesor de dicha institución educativa (a nivel pregrado y postgrado) desde 1990 en el área de Ingeniería Industrial y de Sistemas.

## Otros
Entre 1976 y 1991, José Antonio Fernández se desempeñó en puestos de liderazgo en distintas empresas, como Gamesa, Dreis & Krump, Cuprum, Grupo Visa y Oxxo.
José Antonio Fernández, es también presidente del Consejo de Administración de Coca-Cola FEMSA, presidente del Consejo de Fundación FEMSA, A.C., y miembro del Consejo de Administración de Industrias Peñoles, S.A.B. de C.V.
En 2017, fue electo miembro de MIT Corporation, donde participa en los comités Student Life y Undergraduate and Graduate Education. Desde 2014, es miembro de la junta de asesores globales del Council on Foreign Relations.